# Siły Zbrojne Komitetu Wyzwolenia Narodów Rosji
Siły Zbrojne Komitetu Wyzwolenia Narodów Rosji – rosyjska kolaboracyjna formacja zbrojna podporządkowana Komitetowi Wyzwolenia Narodów Rosji pod przewodnictwem gen. Andrieja Własowa.

## Historia
Podczas spotkania gen. Andrieja A. Własowa, który już od 2 lat domagał się utworzenia regularnych oddziałów rosyjskich, które miałyby za zadanie obalenie na drodze zbrojnej reżimu stalinowskiego w ZSRR, z Heinrichem Himmlerem 16 września 1944 r. Reichsführer SS wyraził ostatecznie zgodę m.in. na powołanie Sił Zbrojnych Komitetu Wyzwolenia Narodów Rosji. Ich status był taki, że stanowiły one wojska sojusznicze w stosunku do armii niemieckiej. Miały je tworzyć początkowo dwa związki taktyczne (dywizje piechoty), które miały być podporządkowane jedynie gen. A. Własowowi jako przewodniczącemu Komitetu Wyzwolenia Narodów Rosji. Niemieckimi oficerami łącznikowymi odpowiedzialnymi za formowanie rosyjskich dywizji, którzy wchodzili w skład sztabu gen. A. A. Własowa, zostali płk dypl. Heinz Danko Herre i SS-Oberführer Erhard Kröger. Do rosyjskich sił zbrojnych mieli być też przenoszeni Rosjanie służący dotychczas w Luftwaffe i Kriegsmarine. 
Dopiero 10 marca 1945 r. zostało utworzone Dowództwo Sił Zbrojnych Komitetu Wyzwolenia Narodów Rosji, któremu podlegały wszystkie bojowe jednostki rosyjskie. Ostatecznie żołnierze Własowa zostali przez zachodnich aliantów przekazani Sowietom i większość z nich została rozstrzelana bądź trafiła do gułagów i więzień.

## Wojska lądowe
Jako pierwsza dywizja Sił Zbrojnych Komitetu Wyzwolenia Narodów Rosji została sformowana w listopadzie 1944 r. na poligonie w Münsingen w Wirtembergii 600 Dywizja Piechoty (1 Dywizja Piechoty Sił Zbrojnych Komitetu Wyzwolenia Narodów Rosji) pod dowództwem gen. mjr Siergieja Buniaczenki. Dywizja (pod dowództwem gen. mjr Grigorija Zwieriewa) wzięła udział m.in. w bitwie pod Budziszynem, następnie (po stronie czeskich powstańców) w powstaniu praskim.
Drugim związkiem taktycznym Sił Zbrojnych Komitetu Wyzwolenia Narodów Rosji stała się 650 Dywizja Piechoty (2 Dywizja Piechoty Sił Zbrojnych Komitetu Wyzwolenia Narodów Rosji), której etat zatwierdzono 17 stycznia 1945 r., lecz dopiero w marcu rozpoczęło się jej formowanie i szkolenie na poligonie w Heuberg. Dywizja nie wzięła udziału w walkach, pod koniec wojny znajdowała się w Münsingen. 
Trzecią wielką jednostką, która miała wejść w skład Sił Zbrojnych Komitetu Wyzwolenia Narodów Rosji, była 599 Brygada Grenadierów. Nie została jednak podporządkowana gen. A. Własowowi, ale była traktowana jak jednostka niemiecka. 
W marcu 1945 r. rozpoczęto formowanie trzeciej dywizji piechoty Sił Zbrojnych Komitetu Wyzwolenia Narodów Rosji, która miała otrzymać numer 700. Do połowy kwietnia udało się zgromadzić w obozach szkoleniowych ok. 10 tys. Rosjan, nad którymi dowództwo objął gen. mjr Michaił Szapowałow. Nie zdołano jednak do końca wojny przeprowadzić pełnego szkolenia i utworzyć większości pododdziałów. 
Ostatnią jednostką bojową Sił Zbrojnych Komitetu Wyzwolenia Narodów Rosji była 1 Szturmowa Brygada Przeciwpancerna „Russland” pod dowództwem ppłk. Michaiła Gałkina, a następnie mjr. Wtorowa.
Dowództwu Sił Zbrojnych Komitetu Wyzwolenia Narodów Rosji podlegały również, poza jednostkami bojowymi, oddziały tyłowe i szkolne, jak Brygada Szkolno-Zapasowa dowodzona przez płk. Samuiła Kojdę, szkoła oficerska kierowana kolejno przez płk. S. Kojdę, gen. mjr. Władimira Azberga i gen. mjr. Michaiła Mieandrowa oraz Wojska Pomocnicze Sił Zbrojnych Komitetu Wyzwolenia Narodów Rosji.

## Wojska lotnicze
Na przełomie 1944 i 1945 r. zaczęto również tworzyć wojska lotnicze Sił Zbrojnych Komitetu Wyzwolenia Narodów Rosji. Ich dowódcą został płk Wiktor Malcew awansowany przez Niemców do stopnia generała majora. Jego kwatera znajdowała się w Karlowych Varach w Protektoracie Czech i Moraw. Rosyjscy lotnicy zostali zgrupowani na lotnisku w miejscowości Cheb. Rekrutowali się oni w dużej części z dawnej 1 Wschodniej Eskadry Lotniczej. W I połowie lutego 1945 r. sformowano 1 Pułk Lotniczy ROA pod dowództwem płk. Leonida Bajdaka.
Powstały też jednostki naziemne. Były to brygady mechaników lotniczych oraz dwa pułki przeciwlotnicze posiadające działka małokalibrowe: pułk liniowy (dowódca ppłk Rostisław Wasiljew i pułk zapasowy (dowódca mjr Siergiej Szebalin). Ponadto utworzono 9 Batalion Spadochronowy (dowódca mjr A. Biezrodny) i pułk budowy łączności lotniczej (dowódca ppłk W. Łantuch).